# Formula di Jacobi
In matematica, la formula di Jacobi, che prende il nome dal matematico C. G. J. Jacobi, esprime la derivata del determinante di una matrice {\displaystyle A} attraverso la matrice dei cofattori (o matrice dei complementi algebrici)  di {\displaystyle A} e della derivata di {\displaystyle A} stessa. Il determinante di una matrice può infatti considerarsi una funzione polinomiale:
{\displaystyle \det :\mathbb {R} ^{n\times n}\to \mathbb {R} }
quindi essa è differenziabile e il suo differenziale può essere espresso mediante la formula di Jacobi:
{\displaystyle d\det(A)=\operatorname {tr} (\operatorname {cof} ^{T}(A)dA)}
dove {\displaystyle \operatorname {cof} ^{T}(A)} denota la trasposta della matrice dei cofattori (detta anche matrice aggiunta e denotata come {\displaystyle \operatorname {adj} (A)}), mentre {\displaystyle \operatorname {tr} } è la traccia.
Dunque la derivata rispetto a {\displaystyle t} del determinante si scrive:
{\displaystyle {\frac {d}{dt}}\det A(t)=\mathrm {tr} \left(\mathrm {adj} (A(t))\,{\frac {dA(t)}{dt}}\right)}

## Dimostrazione
L'espansione di Laplace per il determinante di una matrice {\displaystyle A} può essere scritta come:
{\displaystyle \det(A)=\sum _{j}A_{ij}\mathrm {adj} ^{\rm {T}}(A)_{ij}}
dove la somma può essere svolta su qualsiasi colonna {\displaystyle i} della matrice. Il determinante può dunque essere espresso come una funzione {\displaystyle F} degli elementi della matrice:
{\displaystyle \det(A)=F\,(A_{11},A_{12},\ldots ,A_{21},A_{22},\ldots ,A_{nn})}
in modo che utilizzando la regola della catena si vede che il suo differenziale è:
{\displaystyle d\det(A)=\sum _{i}\sum _{j}{\partial F \over \partial A_{ij}}\,dA_{ij}}
con la somma che interessa tutti gli {\displaystyle n\times n} elementi della matrice.
Per calcolare {\displaystyle \partial F/\partial A_{ij}} si sfrutta l'arbitrarietà dell'indice {\displaystyle i} nel termine a destra della formula di Laplace, che può essere scelto in modo da coincidere con il primo indice di {\displaystyle \partial /\partial A_{ij}}:
{\displaystyle {\partial \det(A) \over \partial A_{ij}}={\partial \sum _{k}A_{ik}\mathrm {adj} ^{\rm {T}}(A)_{ik} \over \partial A_{ij}}=\sum _{k}{\partial (A_{ik}\mathrm {adj} ^{\rm {T}}(A)_{ik}) \over \partial A_{ij}}}
così che con la regola del prodotto:
{\displaystyle {\partial \det(A) \over \partial A_{ij}}=\sum _{k}{\partial A_{ik} \over \partial A_{ij}}\mathrm {adj} ^{\rm {T}}(A)_{ik}+\sum _{k}A_{ik}{\partial \,\mathrm {adj} ^{\rm {T}}(A)_{ik} \over \partial A_{ij}}}
Se un elemento di {\displaystyle A_{ij}} e un cofattore {\displaystyle \mathrm {adj} ^{\rm {T}}(A)_{ik}} di un elemento di {\displaystyle A_{ik}} sono nella stessa riga (o colonna), allora il cofattore non è una funzione di {\displaystyle A_{ij}} dato che il cofattore di {\displaystyle A_{ik}} è espresso tramite termini che non sono nella sua stessa riga (o colonna). Dunque la derivata si annulla:
{\displaystyle {\partial \,\mathrm {adj} ^{\rm {T}}(A)_{ik} \over \partial A_{ij}}=0}
e quindi:
{\displaystyle {\partial \det(A) \over \partial A_{ij}}=\sum _{k}\mathrm {adj} ^{\rm {T}}(A)_{ik}{\partial A_{ik} \over \partial A_{ij}}}
Tutti gli elementi di {\displaystyle A} sono reciprocamente indipendenti:
{\displaystyle {\partial A_{ik} \over \partial A_{ij}}=\delta _{jk}}
dove {\displaystyle \delta _{jk}} è il delta di Kronecker. Quindi:
{\displaystyle {\partial \det(A) \over \partial A_{ij}}=\sum _{k}\mathrm {adj} ^{\rm {T}}(A)_{ik}\delta _{jk}=\mathrm {adj} ^{\rm {T}}(A)_{ij}}
da cui segue:
{\displaystyle d(\det(A))=\sum _{i}\sum _{j}\mathrm {adj} ^{\rm {T}}(A)_{ij}\,dA_{ij}}
Si consideri ora il lemma:
{\displaystyle \sum _{i}\sum _{j}A_{ij}B_{ij}=\mathrm {tr} (A^{\rm {T}}B)}
che segue da:
{\displaystyle \mathrm {tr} (A^{\rm {T}}B)=\sum _{j}(A^{\rm {T}}B)_{jj}=\sum _{j}\sum _{i}A_{ij}B_{ij}=\sum _{i}\sum _{j}A_{ij}B_{ij}}
e sfruttando il fatto che:
{\displaystyle \sum _{i}\sum _{j}A_{ij}B_{ij}=\mathrm {tr} (A^{\rm {T}}B)\qquad (AB)_{jk}=\sum _{i}A_{ji}B_{ik}}
Utilizzando il lemma si giunge infine alla formula di Jacobi:
{\displaystyle d(\det(A))=\mathrm {tr} (\mathrm {adj} (A)\,dA)}